# Saltugilia australis
Saltugilia australis là một loài thực vật có hoa trong họ Polemoniaceae. Loài này được (H. Mason & A.D. Grant) L.A. Johnson mô tả khoa học đầu tiên năm 2000.